# Thủy Ma
Thủy Ma (chữ Hán giản thể: 水磨镇) là một trấn thuộc Châu tự trị dân tộc Khương và Tạng A Bá, huyện Vấn Xuyên, tỉnh Tứ Xuyên, Cộng hòa Nhân dân Trung Hoa. Trấn này ở bên sông Thọ Khê, một chi lưu của Mân Giang, cách Đô Giang Yển 34 km. Diện tích 88,44 km2. Trấn Thủy Ma được chia thành 1 ủy ban cư, 18 thôn hành chính, 73 tiêu tổ thôn dân. Tổng cộng có hơn 12.000 dân, trong đó có 10.380 nông dân. Trấn nông nghiệp này có cây trồng lúa mạch là chính. Trấn này có khí hậu á nhiệt đới, ẩm, giáng thủy lớn. Thủy Ma có Hoàng Long Miếu Vũ - Thanh Thành Sơn đệ nhất bát cảnh.